# Sant Feliu de la Masia de Peracalç
Sant Feliu de la Masia de Peracalç és una capella de la Masia de Peracalç, de l'antic terme municipal de Montcortès de Pallars, i de l'actual de Baix Pallars, a la comarca del Pallars Sobirà.
Està situada entre els edificis de la Masia de Peracalç, distant a migdia del poble, en el Serrat de la Masia, fronterer amb el terme de la Pobla de Segur.